# Akutagava Rjúnoszuke

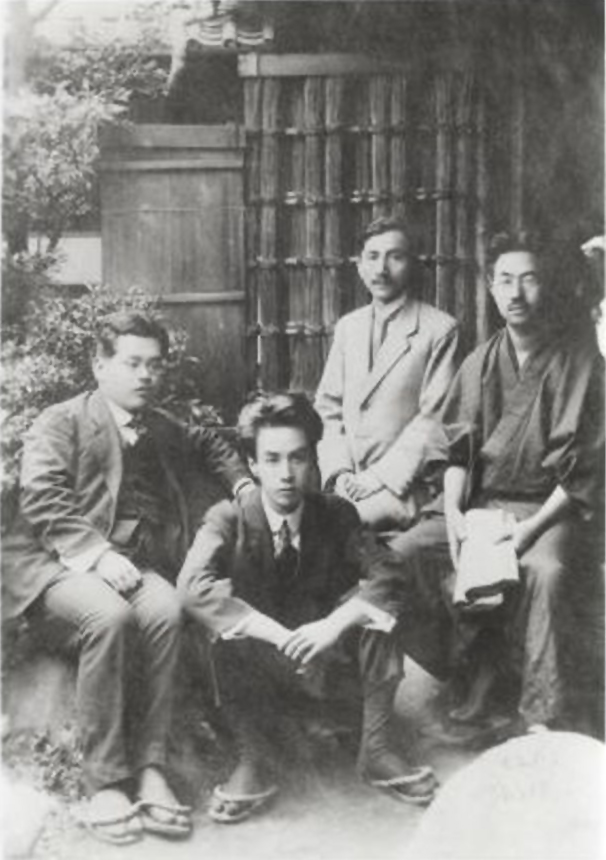
Csoportkép 1919-ből. Balról a második Akutagava, a bal szélen Kikucsi Kan látható.

Akutagava Rjúnoszuke (japánul: 芥川 龍之介, Hepburn-átírással: Akutagawa Ryūnosuke) (Tokió, 1892. március 1. – Tokió, 1927. július 24.) a Taisó-kor japán írója, a modern japán novella mestere. Nagyszerű stílusában megírt, leheletfinoman és pontosan kidolgozott történetei az emberi természet sötét oldalát térképezik fel.

## Gyermek- és ifjúkora
Akutagava 1892-ben született egy tejesember (Niihara Tosizó) fiaként Tokió európaiak lakta Kjóbasi negyedében, és Tokióban is élt haláláig. Sikeres író volt, versek, esszék, egy kisregény és hétkötetnyi novella fűződik nevéhez. Ennek ellenére életére rányomta bélyegét a megmagyarázhatatlan szorongás, hallucinációk és rémképek, amik 1927-es öngyilkosságához vezettek. Visszahúzódó életmódja miatt életéről viszonylag kevés tudható, novelláiból sem derül ki túl sok; életének eseményeit leginkább folyóiratszámok és könyvkiadási dátumok jelzik.
Állítása szerint a Sárkány évében, havában, napján és órájában született, ezért kapta Rjúnoszuke, azaz „sárkány fia” utónevet.
Idős szülei első fiúgyermeke volt. Születése után nem sokkal anyja (Niihara Fuku) megőrült, apja pedig nem tudta vállalni a gyermeknevelés nehézségeit, így anyai nagybátyja, Akutagava Dósó nevelte, akitől családnevét is kapta. Édesanyja (aki 1903-ban halt meg) idegbetegsége egész életében kísértette, aggódott amiatt, nem örökölte-e a betegséget.
Sokat olvasott, az ősi japán és kínai mesék, legendák mellett az akkor divatos japán szerzőket, Mori Ógait és Nacume Szószekit is olvasta. Magával ragadta a modern nyugati irodalom is, elsősorban Strindberg, Mérimée, Baudelaire és Flaubert művei. Yeats és Anatole France műveit fordította japánra – első jelentősebb munkája Anatole France Balthasar c. művének tolmácsolása volt.
Tizenhat évesen alapította meg barátaival a Sinsicsó („Új gondolat”) című folyóiratot, mely szembefordult az akkoriban divatos naturalista írásmóddal. 1910-től középiskolás, itt ismerkedett meg Kikucsi Kannal, Kume Maszaóval, Jamamoto Júzóval és Cucsija Bunmeivel, akik később mind híres írók lettek. A Sinsicsó-ban nem csak nyugati, hanem kortárs japán írók modern műveit is közreadták (Tanizaki Dzsunicsiró, Simazaki Tószon). 1913-ban Akutagava beiratkozott a Tokiói Császári Egyetem angol szakára, erre az időszakra tehető írói pályafutásának kezdete.
Még diákként megkérte gyermekkori barátja, Josida Jajoi kezét, de nevelőszülője ellenezte a házasságot. 1916-ban eljegyezte Cukamoto Fumit, akit 1918-ban vett feleségül. Három gyermekük közül Hirosi (1920–1981) híres színész lett, Takasi (1922–1945) a második világháborúban esett el, Jaszusi pedig híres zeneszerző volt. 1916-ban, egyetemi tanulmányainak befejezése után (disszertációjának témája a 19. századvégi angol irodalom egyik különös alakja, a költő-iparművész-tipográfus és politikai agitátor William Morris munkássága volt) a Kanagava prefektúrabeli jokoszukai Haditengerészeti Műszaki Szakközépiskolában tanított angolt rövid ideig. Ezalatt felesége Akutagava nevelőszüleinél lakott. Később mindketten Kamakurába költöztek, ahol egy évet töltöttek együtt. Erre az évre az író élete legboldogabb korszakaként tekintett vissza. 1919-ben egy tokiói családi házba költözött, és ettől kezdve teljesen az írásnak szentelte életét.

## Irodalmi pályája
1914-ben Akutagava és középiskolai barátai újra életet leheltek a Sinsicsó irodalmi folyóiratba. Saját műveik mellett William Butler Yeats- és Anatole France-fordításokat közöltek benne. Még egyetemista volt, amikor 1915-ben megjelent első novellája (A vihar kapujában, Rasómon, 羅生門) a Teikoku Bungaku („Császári irodalom”) című folyóiratban. Az éles lélektani drámai csavart tartalmazó, Heian-kori látomásból született művet az irodalmi körök nem méltatták figyelemre, Nacume Szószekit kivéve. Az ő dicséretén fellelkesedve Akutagava attól kezdve Nacume Szószeki tanítványának tekintette magát, és rendszeres részt vett annak csütörtökönként megtartott irodalmi találkozóin. Ekkoriban kezdett haikukat írni Gaki álnév alatt.
Ezek a találkozók vezettek Az orr (Hana, 鼻) megírásához (1916), amely a Sinsicsóban jelent meg, és újra kivívta Szószeki elismerését, és az irodalmi közvélemény figyelmét. Ezt követte egy sor Heian-, Edo- és Meidzsi-korban játszódó elbeszélés (A dohány meg az ördög, Tetvek, A pokol kínjai) az egoizmus rútságáról és a művészet értékeiről. Ezek a novellák klasszikus történetek és történeti események újraértelmezései modern nézőpontból.

## Pályája delelője
Akutagava elvetette a Japánban a századelőn uralkodó naturalista stílust. Témáit továbbra is régi történetekből merítette, melyeknek komplex, modern interpretációját adta novelláiban. A narancs (Mikan, 1919) és az Ősz (Aki, 1919) sikere azonban arra indította, hogy mindinkább modern korba helyezze történeteit.
1921-ben, népszerűsége csúcsán Akutagava megszakította írói karrierjét, és négy hónapot töltött Kínában az Ószaka Mainicsi Sinbun című újság külső munkatársaként. Az utazás megviselte, különböző betegségek kínozták, melyekből élete végéig nem épült fel teljesen.
Hazatérése után ismét egyensúlyba került, ekkor írta egyik leghíresebb, legérdekesebb elbeszélését, A bozótmélyben (Jabu no naka, 藪の中) címmel (más fordításban A cserjésben címet kapta). A talányos történetben egy fiatal szamurájt és feleségét megtámadja egy útonálló, aki a szamurájt fához kötözi, az asszonyt pedig a férj szeme láttára megbecsteleníti, s a történet végén a férj meghal. Az esetről szóló hét különböző tanúvallomásból különböző nézőpontokból ismerhetjük meg a történetet, a teljes igazság azonban megfoghatatlan marad. Ebből a novellából és A vihar kapujában című elbeszéléséből rendezte 1950-ben Kuroszava Akira A vihar kapujában című filmet, amely 1951-ben elnyerte a Velencei Filmfesztivál fődíját, az Arany Oroszlánt.

## Életének késői szakasza
Akutagava irodalmi karrierjének utolsó szakaszát hanyatló fizikai és mentális állapota jellemezte. Az ebben a periódusban írt műveinek nagy része önéletrajzi ihletésű, vagy egyenesen a naplóiból adták ki. Ekkori művei, különösen a Daidódzsi Sinszuke no hanszei (1925) és a Halottaskönyv (Tenkibo, 1926) befelé fordulók és tükrözik Akutagava növekvő depresszióját és neurotikus állapotával kapcsolatos nyugtalanságát.
Állapota ellenére részt vett egy élénk nyilvános vitán Tanizaki Dzsunicsiróval. Akutagava kiállt amellett, hogy a történet líraisága fontosabb annak struktúrájánál.
Akutagava utolsó művei: Víz alatti emberek (Kappa, 1927), amely a japán folklórból átvett lényeket szerepeltető szatíra, a Fogaskerekek (Haguruma, 1927), egy horrortörténet, ami egy érzékeny, de a világgal a kapcsolatát lassan elveszítő elméről ír, az Egy őrült élete (Aru ahó no issó), sokat elárulnak pszichológiai állapotáról.
Élete végéhez közeledve Akutagava nyugtalanító látomásoktól, testetlen félelmektől szenvedett, és rettegett attól, hogy örökölhette anyja idegbetegségét. 1927-ben öngyilkosságot kísérelt meg felesége egy barátnőjével, de életben maradt. Végül veronáltabletták túladagolásával vetett véget életének 1927. július 24-én. Búcsúlevelében bizonytalan szorongó érzésre (ぼんやりとした不安, bonjaritosita fuan) panaszkodott. Mindössze 35 éves volt.

## Öröksége
Akutagava egyetlen nagyregényt sem írt. Jelentős lírai életműve mellett (számos haikut írt) sikerét elsősorban novelláinak köszönhette, melyekből 150-nél is többet írt rövid élete során.
Számos novellája magyarul is olvasható A hottoko álarc, Az éneklő borz, A vihar kapujában című kötetekben, Müller Péter átdolgozásában pedig több hazai színpadon is bemutatták A vihar kapujában drámaváltozatát.
Kuroszava Akira 1950-ben A bozótmélyben és A vihar kapujában című elbeszéléséből rendezte A vihar kapujában című filmjét, amely 1951-ben elnyerte a Velencei Filmfesztivál fődíját, az Arany Oroszlánt.
A kategóriájában a Magyar Filmszemlén fődíjat nyert Résfilm, Kardos Sándor rendező-operatőr kísérleti kisjátékfilmje (2005) A zsebkendő (Hankecsi, 1916) című Akutagava-novella alapján készült.
Győrffy Ákos Akutagava noteszéből címmel jelentetett meg prózaverseket. (JAK–Ulpius-ház Könyvkiadó, 2004.)
Emlékét megőrzendő és az ifjú tehetségek elismerésére 1935-ben jó barátja, Kikucsi Kan megalapította az Akutagava-díjat, amely az egyik legrangosabb irodalmi kitüntetés Japánban. Évente adományozzák ígéretes új szerzőknek. Díjazottai között volt többek között Inoue Jaszusi, Endó Súszaku és a Nobel-díjas Óe Kenzaburó is.

## Művei

### Válogatott művei
| Év   | Japán cím                                                       | Magyar cím            |
| ---- | --------------------------------------------------------------- | --------------------- |
| 1914 | 老年 Rónen                                                      |                       |
| 1915 | 羅生門 Rasómon                                                  | A vihar kapujában     |
| 1916 | 鼻 Hana                                                         | Az orr                |
| 1916 | 芋粥 Imogaju                                                    | A maniókakása         |
| 1916 | 煙草と悪魔 Tabako to akuma                                      | A dohány meg az ördög |
| 1917 | 戯作三昧 Geszakuzanmai                                          |                       |
| 1918 | 蜘蛛の糸 Kumo no ito                                            | A pókfonál            |
| 1918 | 地獄変 Dzsigokuhen                                              | Pokoli borzalom       |
| 1918 | 邪宗門 Dzsasúmon                                                |                       |
| 1919 | 魔術 Madzsucu                                                   |                       |
| 1920 | 南京の基督 Nankin no Kiriszuto                                  |                       |
| 1920 | 杜子春 Tosisun                                                  | To Si-sun             |
| 1920 | アグニの神 Aguni no kami                                        |                       |
| 1921 | 藪の中 Jabu no naka                                             | A bozótmélyben        |
| 1922 | トロッコ Torokko                                                | A csille              |
| 1927 | 玄鶴山房 Genkakuszanbó                                          |                       |
| 1927 | 侏儒の言葉 Sudzsu no kotoba                                     |                       |
| 1927 | 文芸的な、あまりに文芸的な Bungeiteki na, amarini bungeiteki na |                       |
| 1927 | 河童 Kappa                                                      | Víz alatti emberek    |
| 1927 | 歯車 Haguruma                                                   | Fogaskerekek          |
| 1927 | 或る阿呆の一生 Aru ahó no issó                                  | Egy őrült élete       |
| 1927 | 西方の人 Szeihó no hito                                         |                       |

## Magyarul
- A vihar kapujában. Elbeszélések; japánból ford., utószó Lomb Kató; Európa, Bp., 1960
- A vihar kapujában. Elbeszélések; angolból ford., utószó Gergely Ágnes; Európa, Bp., 1974
- Víz alatti emberek. Kisregény; japánból ford. Lomb Kató; Magyar Helikon–Európa, Bp., 1975
- A hottoko álarc; oroszból ford. B. Fazekas László, vál. Jovánovics Miklós; Magvető, Bp., 1979 (Világkönyvtár)
- Irodalmi, nagyon is irodalmi, cikkek, vázlatok. Japánból fordította Vihar Judit. Helikon 1979/1-2., 23-37. o.
- Az éneklő borz. Novellák; ford. Gergely Ágnes, B. Fazekas László; Kriterion–Európa, Bukarest–Bp., 1982
- A vihar kapujában, novellák, válogatta és az utószót írta Gergely Ágnes, fordította Gergely Ágnes és Vihar Judit, 2., bővített kiadás. Budapest, Európa, 1992
- Akutagava Rjúnoszuke – Mijazava Kendzsi – Niimi Nankicsi – Simazaki Tószon: A Nametoko medve – Válogatás a Meidzsi, a Taiso és a Sóva korszak gyermekirodalmából, ford.: Schönau Beatrix, Primo Kiadó, Budapest, 1992. ISBN 9637838872
- A vihar kapujában, novellák, válogatta és az utószót írta Gergely Ágnes, fordította Gergely Ágnes és Vihar Judit. Budapest, Scolar Kiadó, 2007[4]
- Levél barátomnak (végrendelet), Japánból fordította Vihar Judit. Új Forrás 2015/5, 7-8. o.

## Szakirodalom

### Magyar nyelven
- Vihar Judit: A japán irodalom rövid története. Budapest, Tankönyvkiadó, 1994.
- Vihar Judit: Akutagawa Ryúnosuke Imogayú és Móricz Zsigmond A tragédia című novellájának összehasonlító elemzése. In: Folia Japonica Budapestinensia, Károli Gáspár Egyetem, Budapest, 2001. 114-118.

### Angol nyelven
- Keene, Donald. Dawn to the West. Columbia University Press; (1998). ISBN 0-231-11435-4
- Ueda, Makoto. Modern Japanese Writers and the Nature of Literature. Stanford University Press (1971). ISBN 0-8047-0904-1

### Japán nyelven
- Nakada, Masatoshi. Akutagawa Ryunosuke: Shosetsuka to haijin. Kanae Shobo (2000). ISBN 4-907846-03-7
- Shibata, Takaji. Akutagawa Ryunosuke to Eibungaku. Yashio Shuppansha (1993). ISBN 4-89650-091-1
- Takeuchi, Hiroshi. Akutagawa Ryunosuke no keiei goroku. PHP Kenkyujo (1983). ISBN 4-569-21026-0
- Tomoda, Etsuo. Shoki Akutagawa Ryunosuke ron. Kanrin Shobo (1984). ISBN 4-906424-49-X

## Fordítás
- Ez a szócikk részben vagy egészben  a   Ryūnosuke Akutagawa című angol Wikipédia-szócikk ezen változatának fordításán alapul.  Az eredeti cikk szerkesztőit annak laptörténete sorolja fel. Ez a jelzés csupán a megfogalmazás eredetét és a szerzői jogokat jelzi, nem szolgál a cikkben szereplő információk forrásmegjelöléseként.